# Doris Schattschneider
Pour les articles homonymes, voir Schattschneider.
Doris J. Schattschneider, née Doris J. Wood), est une mathématicienne américaine, professeure émérite de mathématiques au Moravian College. Elle est connue pour avoir écrit sur les pavages et sur l'art de Maurits Cornelis Escher,, pour avoir aidé Martin Gardner à valider et vulgariser les pavages pentagonaux découverts par la mathématicienne amateure Marjorie Rice et pour avoir dirigé le projet qui a développé The Geometer's Sketchpad (en).

## Biographie
Schattschneider est née à Staten Island ; sa mère, Charlotte Lucille Ingalls Wood, enseigne le latin et est elle-même la fille d'une directrice d'école de Staten Island, et son père, Robert W. Wood, Jr, travaille comme ingénieur des ponts de la ville de New York. Sa famille déménage à Lake Placid (New York) pendant la Seconde Guerre mondiale, alors que son père sert comme ingénieur pour l'armée américaine. Doris commence sa scolarité à Lake Placid, mais revient à Staten Island après la guerre. Elle effectue ses études de premier cycle en mathématiques à l'université de Rochester, et y obtient un doctorat en 1966 à l'université Yale sous la supervision conjointe de Tsuneo Tamagawa et Ichirō Satake. Sa thèse, en algèbre abstraite, concerne les groupes algébriques semi-simples (en). Elle enseigne à l'université Northwestern et l'université de l'Illinois à Chicago avant de rejoindre la faculté de Moravian College en 1968, où elle reste pendant 34 ans, jusqu'à sa retraite.
Elle est la première femme rédactrice en chef du périodique Mathematics Magazine, de 1981 à 1985.

## Prix et distinctions
Schattschneider est lauréate du prix Allendoerfer décerné par la Mathematical Association of America, pour son article « Tiling the plane with congruent pentagons » paru dans Mathematics Magazine en 1979. 
Elle est vice-présidente de la Mathematical Association of America (MAA), dont elle reçoit le Certificate of Meritorious Service. En 1993, elle remporte le Prix Haimo de la MAA Distinguished Teaching Award pour l'excellence en enseignement au Collège ou à l'Université en Mathématiques. En 2012, elle est devenue fellow de l'American Mathematical Society.

## Sélection de publications
Livres
- M. C. Escher Kaleidocycles (avec Wallace Walker, Ballantine Books, 1977 et Pomegranate Artbooks, 1987)[11]
- (en) Doris Schattschneider, M. C. Escher : Kaleidocycles Paperback, Pomegranate Communications, 1987 (ISBN 978-0-87654-208-8)
- Visions of Symmetry: Notebooks, Periodic Drawings, and Related Work of M. C. Escher (W. H. Freeman, 1990, 1992; révisé sous le titre M. C. Escher: Visions of Symmetry, Harry N. Abrams, 2004)[12],[13],[14],[15]
- A Companion to Calculus (avec Dennis Ebersole, Alicia Sevilla, et Kay Somers, Brooks/Cole, 1995)[16]
- avec Lillian F. Baker: The Perceptive Eye. Art and Math. Allentown Art Museum, Allentown PA 1979.
- Geometry Turned On!: Dynamic Software in Learning, Teaching, and Research (avec James King, Cambridge University Press, 1997)
- (en) Doris Schattschneider et Michele Emmer, M.C. Escher's Legacy : A Centennial Celebration : Collection of Articles Coming from the M.C. Escher Centennial Conference, Rome, 1998, Springer Science & Business Media, 2005, 458 p. (ISBN 3-540-20100-9 et 9783540201007, lire en ligne)

Articles
- « Tiling the plane with congruent pentagons », Mathematics Magazine volume 51, 1978, pages 29–44.
- Doris Schattschneider, « The plane symmetry groups: Their recognition and notation », The American Mathematical Monthly, vol. 85, no 6,‎ 1978, p. 439–450 (JSTOR 2320063).
- Doris Schattschneider, The Mathematical Gardner, Boston, Prindle, Weber & Schmidt, 1981, 140–166 p..
- (en) Doris Schattschneider, « The Plane Symmetry Groups: Their Recognition and Notation », The American Mathematical Monthly, Mathematical Association of America, vol. 85, no 6,‎ 1978, p. 439-450 (lire en ligne)

## Lecture complémentaire
- Tom Schroeder, « Math Professor's Watchword: Visual », The Morning Call (en),‎ 11 juin 1992 (lire en ligne).